# F-14 CADC

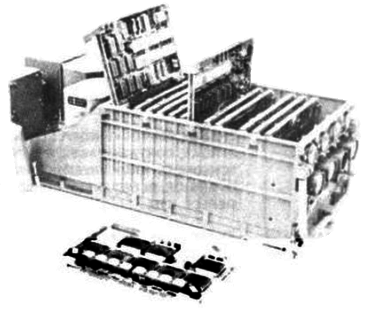
Kompletter CADC mit Gehäuse, auf den Platinen befinden sich die MP944-Mikroprozessoren

Der Central Air Data Computer (zentraler Flugdatencomputer) des Kampfflugzeugs Grumman F-14 – abgekürzt CADC – konnte Höhe, Geschwindigkeit relativ zur Luft (Airspeed), Steiggeschwindigkeit und Mach-Zahl anhand von Sensoreingängen wie Pitot-Statik-System, statischem Druck und Temperatur berechnen. Vor dem CADC waren alle Flugdatencomputer elektromechanische Systeme, wie zum Beispiel in dem Flugzeug General Dynamics F-111. Für den CADC und die F-14 wurden zwischen 1968 und 1970 der erste Mikroprozessor mit integriertem Schaltkreis entwickelt: der Garrett MP944.

## Geschichte
Der CADC war ein integriertes Multi-Chip-Flugsteuerungssystem, das von Garrett AiResearch entwickelt und in frühen Versionen der F-14 der US-Marine verwendet wurde. Bemerkenswert hieran war die frühe Verwendung von kundenspezifischen MOS-integrierten Schaltungen. Der im CADC verwendete MP944-Chipsatz wird oft als erster Mikroprozessor bezeichnet. Als erster Mikroprozessor, der auf einem einzigen Chip existierte, gilt zwar der zeitgenössische Intel 4004. Der 4-Bit-fähige 4004 hatte jedoch nicht annähernd die Rechenleistung oder die Schnittstellen, die für die Bewältigung der Aufgaben des CADC benötigt wurde. Stattdessen verwendete der CADC eine speziell für diesen Zweck entwickelte Chip-Architektur.
Bei der Firma Garrett AiResearch wurde der CADC von einem Team unter der Leitung von Steve Geller und Ray Holt entworfen und gebaut. Unterstützt wurden sie dabei vom Startup American Microsystems. Die Entwicklungsarbeit begannen 1968 und wurde im Juni 1970 abgeschlossen. Dieses rein digitale System setzte sich bei der Auswahl für die F-14 gegen konkurrierende elektromechanischen Systeme durch. Es wurde von der US-Marine als militärisches Geheimnis eingestuft und erst 1998 der Öffentlichkeit bekanntgegeben. Ray Holt veröffentlichte die Geschichte des CADC in seiner Autobiographie The Accidental Engineer – A Life Leading to the Design of the World’s First Microprocessor.

## Aufbau, Eingabe und Ausgabe
Der CADC bestand aus einem Analog-Digital-Umsetzer, mehreren Drucksensoren und einer Reihe von MOS-basierten MP944-Mikrochips. Zu den Eingängen des Systems gehörten die primären Flugsteuerungen, eine Reihe von Schaltern, Sensoren für statischen und dynamischen Luftdruck (zur Berechnung der Flugzeuggeschwindigkeit und potenzieller Strömungsabrisse) sowie ein Thermometer. Die ausgegebenen Signale steuerten die Pfeilung der Schwenkflügel, die Höhenruder, kleine dreieckige Vorflügel (engl. glove vanes) sowie die Landeklappen.

## Mikroprozessoren
Der MP944-Chipsatz des CADC lief mit 375 kHz. Er enthielt sechs Chips, die alle auf einem 20-Bit-Festkommazahl-Zweierkomplement-System basierten. Es handelte sich bei den sechs Chips um folgende: die parallele Multiplikations-Einheit (PMU) in einem 28-poligen Dual in-line package (DIP), die parallele Divisions-Einheit (PDU) (28-poliges DIP), der Random-Access-Storage-Speicher (RAS) (14-poliges DIP), der schreibgeschützte Speicher (ROM) (14-poliges DIP), die spezielle Logikfunktions-Einheit (SLF) (28-poliges DIP) und die Lenklogiks-Einheit (SLU) (28-poliges DIP). Das komplette System mit 28 integrierten Schaltkreisen bestand aus 1 PMU, 1 PDU, 1 SLF, 3 RASs, 3 SLUs und 19 ROMs, insgesamt also 74.442 Transistoren.
1971 verfasste Holt für das Magazin Computer Design einen Artikel über das System, aber die US-Marine untersagte die Veröffentlichung aufgrund der Geheimhaltung.